# Горан Чосич
Горан Чосич ((серб. Goran Ćosić), нар. 21 травня 1976, Чачак, СФРЮ) — сербський футболіст, захисник.

## Кар'єра гравця
Горан розпочав свою кар'єру досить успішно, провівши два сезони в складі «Бораца». За цей час він став ключовим гравцем клубу, зігравши 28 матчів та забив 2 м'ячі в ворота суперників. Сезон 2001/02 років він провів у клубі «Железничар» (Лайковац), зігравши за цей час 28 матчів. Вдала гра футболіста в Сербії привернула увагу польського «Гетьмана» з Замостя, до складу якого він незабаром перейшов. Проте надовго в цьому клубі не затримався й вже під час наступного трансферного вікна переходить до складу криворізького «Кривбасу». В криворізькій команді Горан також надовго не затримався, відіграши всього 2 поєдинки. Невдалі виступи в Польщі та Україні спонукали гравця до пошуків нової команди. Вибір гравця впав на клуб з ОАЕ, «Аль-Файсалі», в складі якого він провів осінню частину сезону, але за цей час став переможцем національного чемпіонату та кубку. Проте взимку Горан виішив змінити клуб й повернутися на батьківщину, в клуб «Єдинство Путеви», проте весняну частину сезону 2005/06 років провів у сильнішому клубі, «Севойно», у складі якого виступав до 2009 року, після чого завершив кар'єру футболіста.

## Досягнення
- Прем'єр-ліга (Йорданія)
  - Чемпіон: 2003/04

- Кубок ФА Йорданії
  - Володар: 2003/04